# گمینا تژچیانژ
گمینا تژچیانژ (به لهستانی:  Gmina Trzyciąż) یک گمینا در لهستان است که در شهرستان اولکوش واقع شده‌است. گمینا تژچیانژ ۹۶٫۵۶ کیلومتر مربع مساحت و ۷٬۱۳۱ نفر جمعیت دارد.